# Bad Attitude – Live!
Bad Attitude – Live! – kaseta VHS z nagranym koncertem Meat Loafa podczas trasy w 1985 roku w Wielkiej Brytanii.

## Lista utworów
1. „Bad Attitude” (Paul Jacobs, Sarah Durkee) – 5:25
2. „Dead Ringer for Love” (Jim Steinman) – 6:43
3. „Midnight At The Lost And Found” (Paul Christie, Meat Loaf, Steve Buslowe, Dan Peyronel) – 4:06
4. „Paradise By The Dashboard Light” (Jim Steinman) – 16:52
5. „Piece Of The Action” (Paul Jacobs, Sarah Durkee) – 5:10
6. „All Reved Up With No Place To Go” (Jim Steinman) – 7:21
7. „Modern Girl” (Paul Jacobs, Sarah Durkee) – 6:30
8. „Two Out Of Three Ain’t Bad” (Jim Steinman) – 8:14
9. „Bat Out Of Hell” (Jim Steinman) – 11:02

## Osoby
- Meat Loaf – główny wokal
- Bob Kulick – główna gitara elektryczna
- Paul Jacobs – keyboard, chórek
- John Golden – gitara basowa, chórek
- Brian Chatton – keyboard, chórek
- Andy Wells – perkusja
- Kati Mac – główny głos kobiecy, chórek
- Doreen Chanter – chórek